# Platynus koepkei
Platynus koepkei är en skalbaggsart som beskrevs av Barr. Platynus koepkei ingår i släktet Platynus och familjen jordlöpare. Inga underarter finns listade i Catalogue of Life.